# The Bad Lands
The Bad Lands (Brasil: Bravo Duas Vezes ) é um filme dos Estados Unidos de 1925, do gênero faroeste, dirigido por Dell Henderson e estrelado por Harry Carey.

## Elenco
- Harry Carey ... Patrick Angus O'Toole
- Wilfred Lucas ... Col. Owen
- Lee Shumway ... Capt. Blake
- Gaston Glass ... Hal Owen
- Joe Rickson ... Charlie Squirrel
- Trilby Clark ... Mary Owen
- Buck Black ... Freckles